# Тигры Донбасса
«Тигры Донбасса» — региональный профессиональный спортивный клуб регби из Донецка. Создан в начале 2006 года при поддержке Хонина Валентина Николаевича почетного президента федерации регби Украины до 2016 года и Корх Александра президента федерации Донецкой области. 
Клуб 2 раза становился серебряным призёром чемпионата Украины и 3 раза бронзовым призёром чемпионата Украины. с 2008 по 2013 года сборная команда Донецкой области "Тигры Донбасса " 8 раз становилась чемпионом Украины по регби и регби 7, одержала победу среди 12 команд Всеукраинских молодежных игр по регби 7. ежегодно в составы юношеских сборных Украины входило не менее 6 человек. многие из них становились призерами Первенств Европы.
Главный тренер — Антон Леонидович Бойко. Он был признан лучшим тренером по подготовке юношей 1994—1996 годов рождения в сезоне регби-15 2008 года.
С 2014 года команда проводит тестовые и тренировочные игры с командами Российской Федерации. 

## Регбилиг
В начале 2009 года была создана команда для игры в регбилиг. Домашние игры проводятся на стадионе «Олимп». В команде участвует молодёжь и юношество из Донецка, а также из ДЮСШ Авдеевки и Ясиноватой. В основной команде средний возраст игроков составляет 20 лет.
Команда участвовала в чемпионате Украины по регбилиг 2009-10-11-12-13г года и 5 раз становилась чемпионами среди юношеских команд.
Бомбардиры: Петровский П., Генов С., Залюбовский В., Малиновский С., Юркин И..

## Регби-15
В 2008 году команда «Тигры Донбасса» по регби-15 играла в финале чемпионата Украины по регби-15 среди юношей 1993—1994 годов рождения.

## Регби-7
В 2008 и 2009 году команда «Тигры Донбасса» по регби-7 занимала первое место в чемпионате Украины по регби-7 среди юношей 1994 года рождения. Состав команды: Сергей Мысаков, Дмитрий Конев, Артем Ловчиков, Дмитрий Хивренко,Александр Романенко(капитан команды),Михаил Кириченко, Владислав Грицаенко, Михаил Черняк, Илья Гайдук и др.